# Giudice

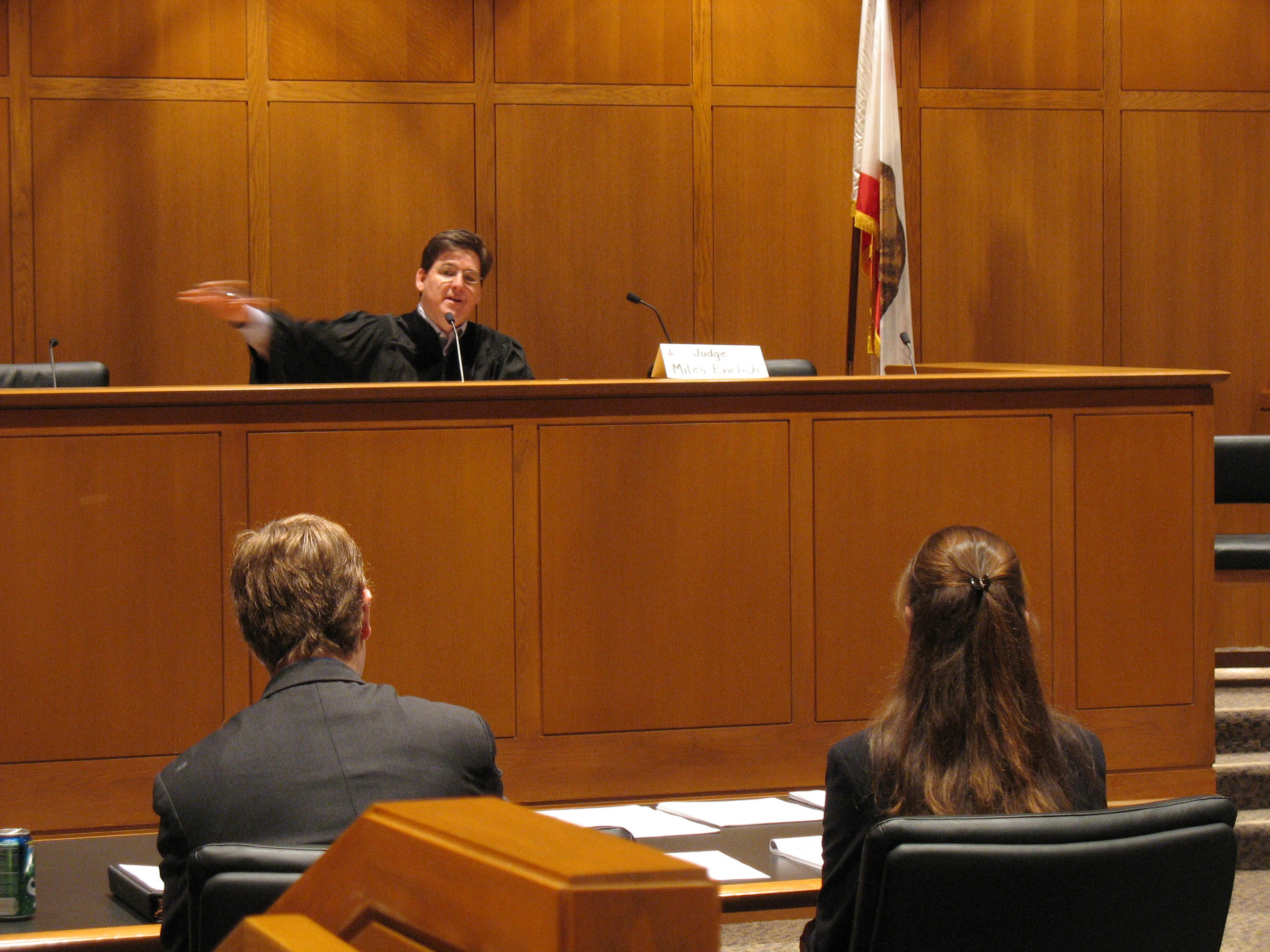
Un giudice statunitense

Il termine giudice (dal latino iudex, derivato da ius, 'diritto', e dicere, 'dire, pronunziare'. Invariante al femminile, arcaico: giudicessa, giudichessa), in diritto, ha una doppia accezione, indicando sia l'organo che esercita la giurisdizione sia la persona fisica titolare di quest'organo (ossia il funzionario).

## Giudice inteso come organo

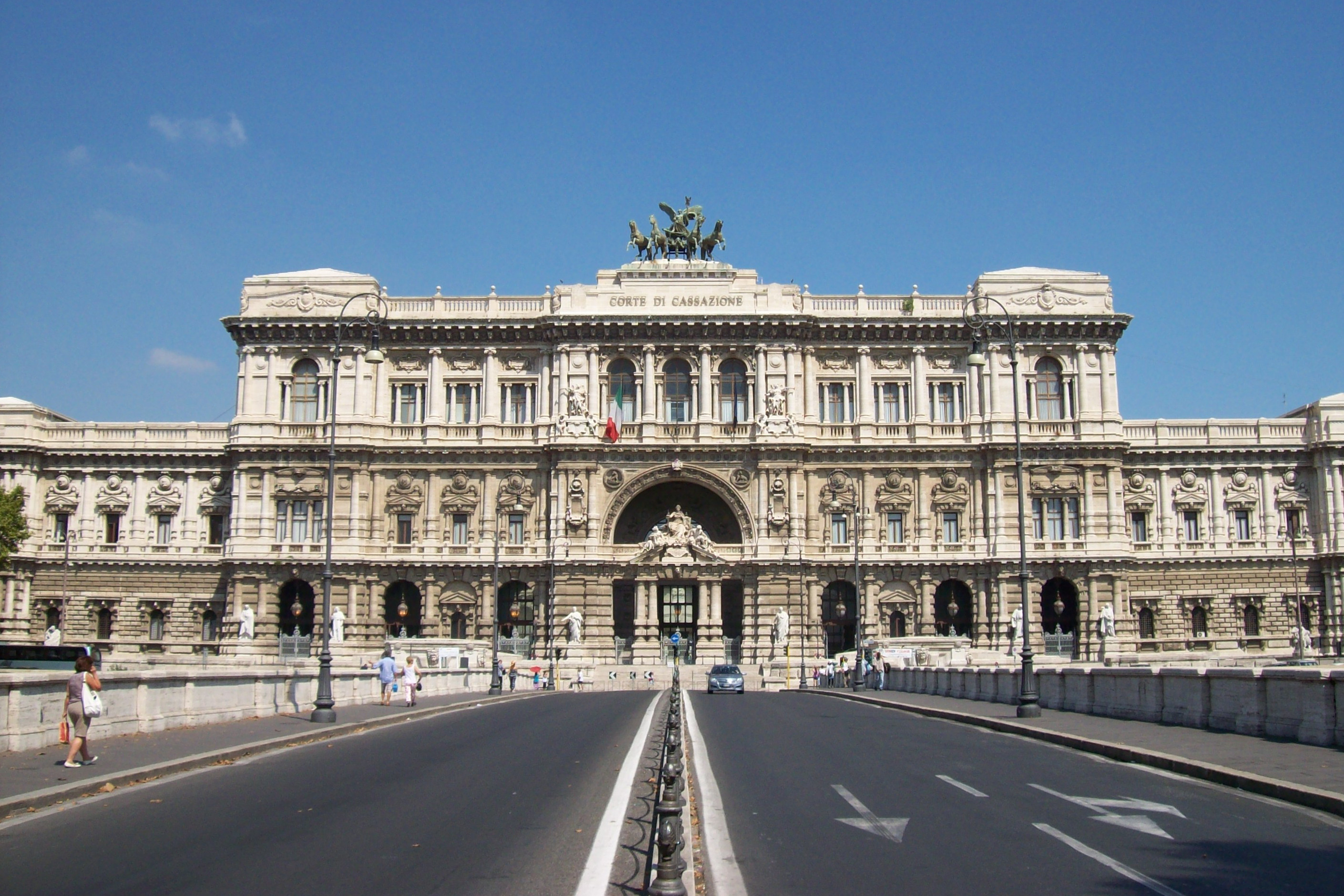
La sede della Corte di cassazione italiana a Roma, Palazzo di Giustizia

Il giudice si distingue, a seconda che sia stato istituito prima o dopo l'insorgere della controversia su cui è chiamato a decidere, in precostituito (o naturale) e straordinario (o eccezionale). Molte costituzioni, tra cui quella italiana, vietano il ricorso a giudici straordinari. Il giudice può essere collegiale o monocratico; i giudici monocratici o collegiali sono a loro volta organizzati in uffici complessi (uffici giudiziari, per lo più denominati corti o tribunali) nei quali opera anche personale ausiliario con funzioni di documentazione, esecutive, ecc. Nell'ordinamento giuridico italiano il giudice è sempre un organo dello Stato, mentre in altri ordinamenti può anche essere organo di stati federati o enti territoriali.
A seconda della materia su cui è chiamato a pronunciare, il giudice può essere costituzionale, civile, penale, amministrativo, militare, contabile, tributario, ecc.

### Giudici ordinari e speciali
In un sistema caratterizzato da una disciplina omogenea e dalla possibilità di impugnare le decisioni di un giudice innanzi a uno superiore; di solito sono assicurati tre gradi di giudizio, quello iniziale (di fronte al giudice di prima istanza) e due a seguito d'impugnazione, l'ultimo dei quali si svolge davanti alla corte suprema che è posta al vertice del sistema. I giudici che appartengono a questo ordine sono detti ordinari e hanno competenza generale, in contrapposizione ai giudici speciali che, invece, non appartengono all'ordine e hanno competenza su materie specifiche.
In alcuni ordinamenti i giudici speciali possono essere ordinati in giurisdizioni speciali, parallele alla giurisdizione ordinaria costituita dai giudici ordinari; in particolare, si trova frequentemente una giurisdizione amministrativa cui sono devolute controversie nelle quali una delle parti è la pubblica amministrazione. La giurisdizione unica è tipica dei paesi di common law mentre la pluralità di giurisdizioni si riscontra spesso nei paesi di civil law.
Nell'ordinamento italiano, invece, non è ammesso l'instaurazione di giudici speciali, a norma della Costituzione. La carta costituzionale ammette giudici speciali solo nei casi espressamente indicati, cioè con riguardo ai giudici amministrativi e ai tribunali militari. Gli altri giudici, i quali esercitano la giurisprudenza nelle materie specializzate e che in altri ordinamenti appartengono a una giuridsizione speciale (es. i giudici in materia finanziaria, sociale e di lavoro nella Repubblica federale di Germania), sono organizzati in sezioni specializzate presso gli uffici giudiziari ordinari (es. sezioni agrarie, tribunale per i minorenni, sezioni tributarie e così via). Il risultato pratico di questa ripartizione rimarrà sempre lo stesso, dato che, in un modo o nell'altro, vi è sempre la possibilità che materie speciali, la cui corretta trattazione abbisogna di cognizioni speciali, vengano curate da organi specializzati che dispongono delle suddette cognizioni; però, evidentemente, il legislatore costituzionale voleva evitare che si instaurino giudici speciali, come spesso accade nelle dittature, al fine di reprimere mediante apposite strutture specializzate la eventuale resistenza da parte della opposizione.

### Giudici di merito e di legittimità
A seconda dei poteri che gli spettano nel decidere la causa, si distingue il giudice di merito dal giudice di legittimità.
Il primo decide su tutti gli aspetti della causa, tanto sulle questioni di fatto quanto su quelle di diritto. Contro le sentenze pronunciate in primo grado è, di regola, ammesso l'impugnazione, cioè il riesame della causa innanzi un giudice di superiore grado (nell'ordinamento italiano: le Corti d'appello nonché il tribunale, in sede di impugnazione di una sentenza del giudice di pace). La sentenza di secondo grado si sostituisce alla sentenza di primo grado.
Il giudice di legittimità, invece, decide sulle sole questioni di diritto, verificando la corretta applicazione delle norme di diritto, sostanziale e processuale, da parte del giudice che ha pronunciato la decisione impugnata. Di conseguenza, mentre il giudice di merito, nel caso d'impugnazione, se non conferma la pronuncia giudiziale impugnata, la sostituisce con la propria, il giudice di legittimità esegue un controllo sulla pronuncia impugnata, e, qualora la ritenga illegittima, l'annulla. Dopodiché, si dà luogo al c.d. "rinvio": la causa è rimessa al giudice d'appello, il quale deve decidere nuovamente, seguendo però nell'applicazione il principio enunciato dalla Corte Suprema.
Sono giudici di legittimità (o di legalità) le corti supreme degli ordinamenti che hanno adottato il modello della corte di cassazione francese (tra cui la Suprema Corte di Cassazione italiana): in questi casi sono in genere previsti, oltre al grado di giudizio iniziale, un secondo grado davanti a un giudice di merito (giudice d'appello) e un grado finale davanti alla corte di cassazione, che è giudice di legittimità. Solo nell'ipotesi in cui la Corte Suprema non ritenga necessari ulteriori accertamenti di fatto, essa può anche decidere sul merito. Negli altri ordinamenti, ispiratosi al Civil law, la tripartizione del corso delle istanze (due gradi di merito e revisione) assomiglia a quella italiana, talora con previsioni quasi identiche.
Negli ordinamenti di common law il giudice dell'impugnazione ha limitate possibilità di rivedere le questioni di fatto decise con la pronuncia impugnata, sicché è essenzialmente un giudice di legittimità. Anche negli ordinamenti degli stati comunisti l'impugnazione tende a essere limitata al controllo di sola legittimità della sentenza impugnata.

## Giudice inteso come funzionario

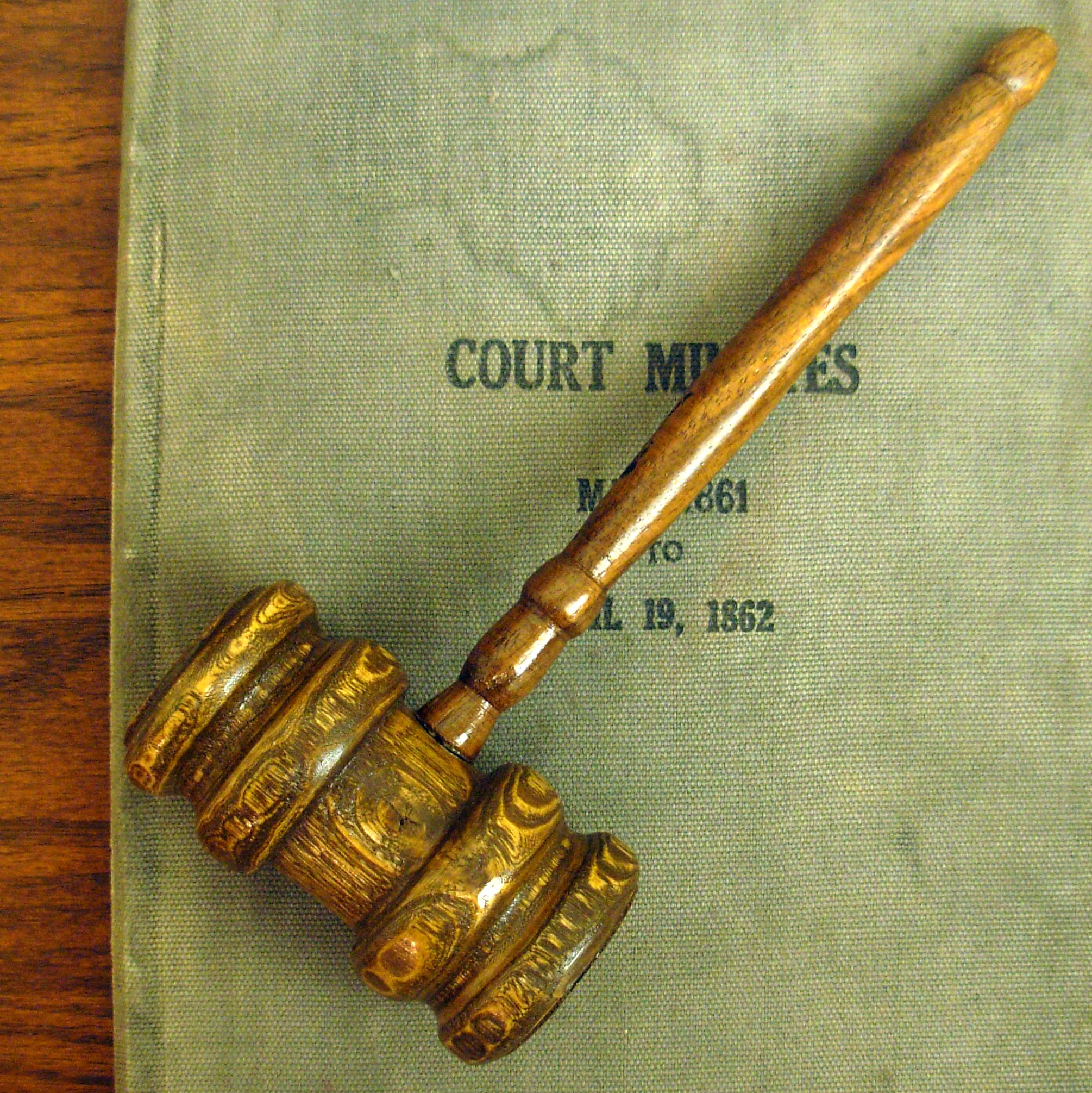
Martelletto da giudice

Nella seconda accezione il giudice si distingue, a seconda che svolga o meno la sua attività a titolo professionale, in professionale (o togato) e onorario (o laico). In Italia sono giudici onorari, ad esempio, i giudici popolari della Corte d'assise, i giudici di pace e i giudici onorari di tribunale (GOT); in altri paesi, specie di common law, lo sono i giurati, ossia i componenti di un collegio, detto giuria, che affianca il giudice togato, per lo più nei processi penali, e decide con un verdetto non motivato sulle questioni di fatto (mentre le questioni di diritto sono decise dal giudice togato con la sentenza).
I giurati (così come altri giudici laici con compiti analoghi) sono solitamente nominati mediante estrazione a sorte e sono quindi scelti tra cittadini senza particolare formazione giuridica, mentre in altri casi i giudici laici possono essere esperti in particolari discipline, diverse dal diritto, che affiancano i giudici togati quando decidono su determinate materie (si pensi agli esperti che operano in Italia nei tribunali per i minorenni o nei tribunali di sorveglianza).

### Ordinamenti di civil law
Negli ordinamenti di civil law, tra i quali quello italiano, i giudici appartengono a un particolare ordine, la magistratura, e sono perciò magistrati; in certi paesi (ad esempio, Italia e Francia) appartengono allo stesso ordine anche i magistrati del pubblico ministero. I magistrati sono, di regola, funzionari burocratici inseriti in una specifica carriera alla quale accedono tramite un pubblico concorso, aperto a coloro che hanno una formazione giuridica a livello universitario (o, in alcuni paesi, post-universitario). Possono esserci anche magistrati onorari ai quali, però, è generalmente riservato un ruolo marginale. La Costituzione italiana prevede un organo di autogoverno della magistratura: il Consiglio superiore della magistratura; questa soluzione è stata in seguito imitata da altre costituzioni di civil law (si pensi al Consiglio generale del potere giudiziario spagnolo).

### Ordinamenti di common law
Nei paesi di common law i giudici sono nominati da organi politici (di solito il governo, in qualche caso il parlamento) o, talvolta, eletti dal popolo, e sono scelti tra gli avvocati con una certa anzianità nella professione; si noti che in questi paesi il termine magistrato (magistrate) ha un significato diverso dai paesi di civil law, designando generalmente i giudici competenti per le cause di minore entità (ad esempio i giudici di pace), che possono non essere scelti tra gli avvocati e non avere, quindi, una formazione giuridica.

### Ordinamenti comunisti
Negli stati con ideologia comunista tutti gli organi giurisdizionali sono collegiali. I giudici sono eletti per un periodo di tempo determinato dalle assemblee popolari ai vari livelli di governo (parlamento, assemblee degli enti territoriali) o, talvolta, direttamente dal popolo (ai livelli più bassi); sono politicamente responsabili verso l'organo che li ha eletti, il quale li può revocare. Le candidature sono presentate, come per le altre cariche pubbliche, dal partito comunista; i candidati non sono necessariamente in possesso di una formazione giuridica. 
Nei sistemi comunisti, inoltre, i collegi giudicanti di prima istanza sono frequentemente integrati da assessori popolari, giudici laici, anch'essi eletti a tempo determinato, simili ai giudici popolari italiani (gli assessori popolari sono rimasti in Russia, nonostante la fine del regime comunista).